# Colli Martani Sangiovese riserva
Il Colli Martani Sangiovese riserva è un vino DOC la cui produzione è consentita nella provincia di Perugia.

## Caratteristiche organolettiche
- colore: rosso con contorni rosso-arancione se invecchiato.
- odore: vinoso caratteristico, etereo.
- sapore:

## Produzione
Provincia, stagione, volume in ettolitri
- nessun dato disponibile